# Elektronska obrada podataka
Elektronska obrada podataka (engl. Electronic data processing (EDP)) može da se odnosi na upotrebu automatskih metoda za obradu komercijalnih informacija. Obično, tom prilikom relativno jednostavne, repetitivne radnje kako bi se odradile velike količine sličnih informacija. Na primer: izmena podataka o količini zaliha u inventaru, finansijke transakcije koje se odnose na matične datoteke računara i korisnika, rezervacija i kupovina avionskih karata u okviru sistema rezervacija aviokompanija, plaćanje komunalnih usluga. Izraz “elektronska” ili “automatska” je korišćen sa “obradom podataka” naročito oko 1960. godine, kako bi razlikovali kancelarijsku obradu podataka koju obavi čovek od one koja je urađena od strane računara.

## Istorija
J. Lyons and Co., ketering kompanija, je 1951. godine u UK razvila prvi komercijalni poslovni računar. Bio je poznat kao Lyons Electronic Office (Lionova elektronska kancelarija) - ili skraćeno LEO. Tokom šezdesetih i sedamdesetih godina 20. veka je dodatno razvijen. Džo Lions je osnovao zasebno preduzeće za razvijanje LEO računara, koje je zatim integrisano u English Electric Leo Marconi, a zatim u International Computers Limited.
Proizvođaci bušenih kartica, Hollerith, Powers-Samas, IBM i drugi su krajem pedesetih godina 20. veka takođe, plasirali čitav niz računara. Prve komercijalne sisteme su uvodile isključivo velike kompanije. One su mogle da ulože vreme i kapital neophodan za kupovinu hardvera, mogle su da zaposle stručan kadar za razvoj namenskog softvera i da se izbore sa novonastalim (često neočekivanim) organizacionim i kulturnim promenama.
U početku, kompanije su same razvijale sopstveni softver, uključujući operacije za upravljanje podacima. Različiti proizvodi su ponekad, takođe, imali "jednokratni" namenski softver. Ovaj fragmentirani pristup je doveo do dvostrukog napora i generisanje informacija za upravljanje je zahtevalo ručni rad.
Visoki troškovi hardvera i relativno spora obrada je naterala programere da efikasno iskorišćavaju resurse. Na primer, formati u memoriji su bili striktno kompaktni. Čest primer je bilo brisanje vekova iz datuma, što je dovelo do takozvanog "milenijumskog baga".
Ulaz podataka je zahtevao posrednu obradu preko trake bušenog papira ili bušenih kartica i odvojen ulaz za repetitivan, zahtevan zadatak, izuzet od kontrole korisnika i sklon greškama. Neispravni i netačni podaci su morali da se ispravljaju i ponovo puštaju u rad sa posledicom po usklađivanje podataka i računa.
Čuvanje podataka je bilo isključivo serijsko, na papirnoj traci, a kasnije na magnetnoj traci: korišćenje sačuvanih podataka unutar lako dostupne memorije nije bilo isplativo. Značajni razvoj došao je 1959. kada je IBM najavio računar 1401 i 1962. kada je ICT isporučio računar ICT 1301. Kao i sve mašine tog vremena, jezgro procesora zajedno sa periferijama — magnetnim trakama, diskovima, štampačima i bubnjevima, karticama i papirnim trakama za ulaz i izlaz, zahtevali su veliki prostor koji je bio posebno projektovan i klimatizovan. Često su delovi instaliranih bušenih kartica, u određenom razmeštaju, zadržani da predstavljaju ulazne kartice za računar u presortiranoj formi, što je skraćivalo vreme obrade koje se odnosi na sortiranje velikih količina podataka.
Uređaji za obradu podataka su postali dostupni manjim organizacijama preko računarskih biroa. Oni su nudili obradu specifičnih zahteva, na primer platnih spiskova, što je često prethodilo kupovini sopstevnih računara. Organizacije su koristile ove usluge za testiranje programa dok su čekali na svoje sopstvene računare.
Prvi računari su korisnicma dostavljani sa ograničenim softverom. Njihovi dizajneri su bili podeljeni u dve grupe. Sistem analitičari su pravili specifikacije sistema, dok su programeri te specifikacije prevodili na mašinski jezik.
Literatura o kompjuterima i EOP (elektronskoj obradi podataka) je bila retka i pojavljivala se u knjigovodstvenim publikacijama i materijalima dobijenim od proizvođača. Prvo izdanje "Računarskog Žurnala" je objavilo Britansko računarsko društvo sredinom 1958. Računovodstveno društvo UK, sada Asocijacija zvaničnih računovođa, je jula 1958. osnovala komitet za elektronsku obradu podataka sa ciljem da informiše svoje članove o mogućnostima koje računari pružaju. Komitet je 1959. objavio svoje prvo izdanje, Uvod u elektronske računare. Takođe, 1958. je institut računovođa Engleske i Velsa objavio dokument pod nazivom "Računovodstvo sa elektronskim metodama". Napomene su pokazivale šta je postalo moguće posledicom primene računara.
Organizacije u razvoju su pokušale da pređu preko direktnog prenosa sistema od opreme za bušene kartice i računskih jedinica računara, do izrade probnih računa bilansa stanja i integrisanja informacionih sistema upravljanja. Novi postupci su izmenili način na koji je papir proticao, promenili su organizacione strukture, terali na razmišljanje o načinu predstavljanja informacija menadžmentu i osporavali su prihvaćene principe interne kontrole od strane kreatora računovodstvenih sistema. Ali potpuno ostvarenje ovih pogodnosti moralo je da sačeka dolazak nove generacije računara.

## Danas
Kao i kod drugih proizvodnih tokova, komercijalni informacioni sistem se u većini slučajeva kretao od zanata, gde je proizvod prilagođen potrebama korisnika; do višenamenskih komponenti koje su prestale da se prodaju kako bi se pronašlo najbolje rešenje za svaku situaciju. Masovna proizvodnja je u velikoj meri smanjila troškove i informacioni sistem je dostupan i najmanjoj organizaciji.
LEO je bio hardver prilagođen jednom klijentu. Danas, Intel Pentium i odgovarajući čipovi su standardni i postali su delovi drugi komponenata koje se spajaju po potrebi. Jedna pojedinačna promena zapisa predstavlja oslobađanje računara i prenosive memorije od zaštićenih, pročišćenih okruženja. Majkrosoft i IBM su u različitim momentima bili dovoljno uticajni da bi nametnuli poredak infomacionih sistema i rezultati standardizacije su omogućili specijalističkim softverima da procvetaju.
Softver je dostupan na policama; pored proizvoda kao što su Majkrosoft Ofis i IBM Lotus, postoje takođe i specijalistički paketi od kojih su neki od njih za upravljanje platnim spiskom i osobljem, održavanje računa i korisničku službu. Ovo su visokospecijalizovane i složene komponente velikih okruženja, ali se oslanjaju na zajedničke konvencije i interfejse.
Skladištenje podataka je takođe standardizovano. Povezane baze podataka su razvijene od strane različitih dobavljača na zajedničkim formatima i konvencijama. Obični formati datoteka mogu da se podele glavnim računarima i ličnim desktop računarima, dozvoljavajući online unos u realnom vremenu, kao i potvrđivanje.
Istovremeno, razvoj softvera je podeljen. Još uvek postoje specijalistički tehničari, ali oni sve više koriste standardizovane metodologije gde su ishodi predvidljivi i pristupačni. Sa druge strane, bilo koji upravnik može da prati tablice ili baze podataka i da postigne prihvatljive rezultate (ali postoje rizici). Specijalizovani softver je softver koji je napisan za poseban zadatak, a ne za široku oblast primene. Ovi programi obezbeđuju lakše korišćenje posebno za svrhu za koju su projektovani.